# Уусивирта, Тармо
Тармо Тапани Уусивирта (фин. Tarmo Tapani Uusivirta; 5 февраля 1957, Йювяскюля — 13 декабря 1999, там же) — финский боксёр, представитель средних весовых категорий. Выступал за сборную Финляндии по боксу в конце 1970-х — начале 1980-х годов, чемпион Европы, дважды серебряный призёр чемпионатов мира, пятикратный чемпион финского национального первенства, победитель и призёр многих турниров международного значения, участник летних Олимпийских игр в Москве. В период 1982—1992 годов боксировал также на профессиональном уровне, но без особого успеха.

## Биография
Тармо Уусивирта родился 5 февраля 1957 года в городе Йювяскюля, Финляндия.

### Любительская карьера
Впервые заявил о себе в сезоне 1976 года, став серебряным призёром чемпионата Финляндии в зачёте первой средней весовой категории.
В 1977 году поднялся в средний вес и победил в финском национальном первенстве. Попав в основной состав финской национальной сборной, побывал на международном турнире TSC в Восточном Берлине, откуда привёз награду бронзового достоинства, боксировал на чемпионате Европы в Галле, где был остановлен на стадии четвертьфиналов. Принимал участие в матчевой встрече со сборной Швеции в Хельсинки, выиграв по очкам у шведского боксёра Аке Эрикссона.
На чемпионате Финляндии 1978 года вновь был лучшим в своём весе, тогда как на чемпионате мира в Белграде стал вторым, проиграв в решающем финальном поединке кубинцу Хосе Гомесу Мустельеру.
В 1979 году в третий раз подряд выиграл финское национальное первенство и одолел всех оппонентов на европейском первенстве в Кёльне, в том числе в финале взял верх над румыном Валентином Силаги.
Благодаря череде удачных выступлений удостоился права защищать честь страны на летних Олимпийских играх 1980 года в Москве — уже в первом поединке категории до 75 кг в 1/8 финала потерпел поражение от поляка Ежи Рыбицкого и выбыл из дальнейшей борьбы за медали.
После московской Олимпиады Уусивирта остался в основном составе боксёрской команды Финляндии и продолжил принимать участие в крупнейших международных турнирах. Так, в 1981 году он снова стал чемпионом страны в средней весовой категории и выступил на домашнем чемпионате Европы в Тампере, где на стадии четвертьфиналов досрочно был побеждён Валентином Силаги.
В 1982 году стал пятикратным чемпионом Финляндии по боксу и добавил в послужной список серебряную награду, добытую на мировом первенстве в Мюнхене — на сей раз в финале его победил кубинец Бернардо Комас. Кроме того, в этом сезоне Уусивирта отметился победой на домашнем международном турнире Gee-Bee в Хельсинки, где в числе прочих взял верх над сильным советским боксёром Хамзатом Джабраиловым.

### Профессиональная карьера
Вскоре после чемпионата мира в Мюнхене Тармо Уусивирта покинул расположение финской сборной и в июне 1982 года успешно дебютировал на профессиональном уровне. Выступал преимущественно на территории Скандинавии, в большинстве поединков одерживал победы, но случались и поражения, и ничьи.
Находясь на серии из пяти побед подряд, в 1988 году удостоился права оспорить титул чемпиона Европы во второй средней весовой категории по версии Международной боксёрской федерации (IBF). Титул на том момент принадлежал голландцу Алексу Бланхарду, с которым Уусивирта ранее уже встречался и свёл поединок к ничьей. Вторая их встреча вновь продлилась всё отведённое время, и вновь была зафиксирована ничья, хотя в одиннадцатом раунде финский боксёр побывал в нокдауне.
В октябре 1991 года Уусивирта боксировал с британцем Джеймсом Куком за титул чемпиона Европы по версии Европейского боксёрского союза (EBU), проиграв ему досрочно в седьмом раунде.
Завершил спортивную карьеру в 1992 году. В общей сложности провёл на профи-ринге 31 бой, из них 24 выиграл (в том числе 16 досрочно), 4 проиграл, тогда как в трёх случаях была ничья.

### Дальнейшая жизнь
Оставив спорт, Уусивирта находился в состоянии депрессии, сожалел о своём переходе из любительского бокса в профессиональный, лишился работы пожарным из-за проблем с алкоголем.
Покончил жизнь самоубийством 13 декабря 1999 года в возрасте 42 лет.